# Bojidar Andreev
Bojidar Dimitrov Andreev (em búlgaro:  Божидар Димитров Андреев; Topolchane, 17 de janeiro de 1997) é um halterofilista búlgaro, medalhista olímpico.

## Carreira
Em 2018, a Federação Internacional de Halterofilismo (IWF) reestruturou as categorias de peso e ele competiu na recém-criada divisão até 73 kg no Campeonato Mundial, terminando em nono lugar no total. Em 2019, Bojidar Andreev competiu no Campeonato Europeu na mesma classe de peso. Nesse torneio, conquistou uma medalha de bronze no arranque e levou as medalhas de ouro no arremesso e no total. Seu total de 345 kg superou em 6 kg o do então campeão europeu, Briken Calja.
Em 2021, Andreev representou a Bulgária nos Jogos Olímpicos de Verão de 2020 em Tóquio, Japão. Ele competiu no evento masculino até 73 kg.Já em 2024, ele representou a Bulgária nos Jogos Olímpicos em Paris, França. Nesta ocasião, ganhou a medalha de bronze no evento masculino até 73 kg.